# Borja Ekiza
Borja Ekiza Imaz est un footballeur espagnol, né le 6 mars 1988 à Pampelune en Espagne. Il évolue comme stoppeur au EN Paralímni.

## Biographie
Né à Pampelune, Borja Ekiza commence le football dans le club local d'UDC Chantrea à l'âge de 13 ans. L'année suivante, en 2002, il intègre le centre de formation de l'Athletic Bilbao.
En 2006 à l'âge de 18 ans, il rejoint le CD Baskonia, un club de Tercera Division affilié à l'Athletic et qui joue le rôle d'équipe C du club basque.
Après deux saisons il accède au Bilbao Athletic, l'équipe réserve du club de Bilbao. 
En janvier 2011, l'équipe première subit une cascade de blessures en défense. Fernando Amorebieta, Ustaritz Aldekoaotalora et Aitor Ocio sont en effet forfaits.
Le 8 janvier 2011, Ekiza dispute son premier match professionnel comme titulaire en défense centrale aux côtés de Mikel San José contre le Málaga CF (1-1). Il livre ce soir là une surperbe prestation, à tel point que les médias basques se demandent comment les absents pourraient récupérer leur poste.
Par la suite, il ne quitte plus son poste de la saison disputant plus de quinze matchs consécutifs comme titulaire. Malgré son retour de blessure, Fernando Amorebieta ne retrouve pas sa place et se retrouve sur le banc des remplaçants.
En mars 2011, les dirigeants lui font signer un contrat professionnel de deux ans avec une année en option suivant le nombre de matchs joués et une clause libératoire de 20 M€.

## Palmarès
Vierge